# Première Division du Togo
Première Division du Togo jest najwyższą piłkarską klasą rozgrywkową w Togo. Powstała w 1961 roku.

## Mistrzowie
| - 1961: Etoile Filante Lomé - 1962: Etoile Filante Lomé - 1963: mistrz nieznany - 1964: Etoile Filante Lomé - 1965: Etoile Filante Lomé - 1966: Modèle Lomé - 1967: Etoile Filante Lomé - 1968: Etoile Filante Lomé - 1969: Modèle Lomé - 1970: Dynamic Togolais Lomé - 1971: Dynamic Togolais Lomé - 1972: Modèle Lomé - 1973: Modèle Lomé - 1974: Lomé 1 - 1975: Lomé 1 - 1976: Lomé 1 - 1977: nie rozgrywano |  | - 1978: Semassi Sokodé - 1979: Semassi Sokodé - 1980: Agaza Lomé - 1981: Semassi Sokodé - 1982: Semassi Sokodé - 1983: Semassi Sokodé - 1984: Agaza Lomé - 1985: ASFOSA Lomé - 1986: ASFOSA Lomé - 1987: Doumbé Sansanné-Mango - 1988: ASKO Kara - 1989: ASKO Kara - 1990: Ifodjè Atakpamé - 1991: nie rozgrywano - 1992: Etoile Filante Lomé - 1993: Semassi Sokodé - 1994: Semassi Sokodé |  | - 1995: Semassi Sokodé - 1996: ASKO Kara - 1997: Dynamic Togolais Lomé - 1998: nie rozgrywano - 1999: AC Semassi Sokodé - 2000: rozgrywek nie dokończono - 2001: Dynamic Togolais Lomé - 2002: AS Douane Lomé - 2003/04: Dynamic Togolais Lomé - 2004/05: AS Douane Lomé - 2005/06: Maranatha Fiokpo - 2006/07: ASKO Kara - 2007/08: nie rozgrywano - 2009: Maranatha Fiokpo - 2010: Maranatha Fiokpo |

## Podsumowanie
| Klub                  | Liczba tytułów |
| --------------------- | -------------- |
| Semassi Sokodé        | 10             |
| Etoile Filante Lomé   | 7              |
| Dynamic Togolais Lomé | 5              |
| ASKO Kara             | 4              |
| Modèle Lomé           | 4              |
| Lomé 1                | 3              |
| Agaza Lomé            | 2              |
| ASFOSA Lomé           | 2              |
| AS Douane Lomé        | 2              |
| Maranatha Fiokpo      | 2              |
| Doumbé Sansanné-Mango | 1              |
| Ifodjè Atakpamé       | 1              |